# Transient global amnesia
Transient global amnesia (TGA) is een geheugenverlies met als kenmerk dat het tijdelijk is, maar vaak wel totaal voor een bepaalde periode in het verleden. Het gaat niet gepaard met verminderde verstandelijke- of zintuiglijke vermogens. Een patiënt heeft een min of meer duidelijk begrensd "gat" in zijn herinnering maar weet goed wie hij/zij is, kent zijn omgeving, spreekt geen wartaal en kan normaal discussiëren. Kortom: de TGA-patiënt functioneert normaal, heeft verder geen klachten (hoofdpijn, duizeligheid, hartkloppingen, ademnood, dubbel zien, fysieke coördinatie). Het geheugenverlies herstelt zich in de meeste gevallen na enige tijd vanzelf (uren tot weken) en de patiënt en zijn omgeving blijven achter met de vraag over de oorzaak. Die is niet met zekerheid bekend.